# 고설봉
고설봉(高雪峰, 1913년 4월 10일 ~ 2001년 9월 16일)은 대한민국의 배우이다.
본명은 고진섭(高鎭燮)이며 설봉(雪峰)이라는 예명은 작가 임선규(林仙圭)가 손수 지어준 예명이다. 본관은 제주(濟州).

## 생애
일제 강점기 조선 강원도 홍천군 서면 두마리에서 농부의 아들로 태어났다. 한때 경기도 고양군 원당면 원당리에서 잠시 유아기를 보낸 적이 있으며 1920년 강원도 홍천 모곡보통학교에 입학하여 1926년 강원도 홍천 모곡보통학교 졸업 후 경성부 종로방으로 이사한 그는 1932년 경성동명고등보통학교(京城東明高等普通學校)를 졸업했다. 학교 졸업 후 부모의 권유로 하급 공무원 시험에 응시하여 합격, 1934년 고양군 숭인면 면사무소 서기 직책을 지냈다. 면서기 시절부터 단성사에서 진행된 연극 관람을 취미로 가졌으며, 1935년 공무원직에서 사퇴를 하고 1937년 연극배우로 첫 데뷔하였다. 1940년을 전후하여 동양극장(東洋劇場) 소속의 극단 ‘청춘좌(靑春座)’를 비롯하여, 극단 ‘아랑(阿娘)’, ‘신청년’, ‘민극(民劇)’, ‘신협’ 등을 거쳐 ‘국립극단’에 소속되었다. 1948년 영화 《노다지 창고》로 영화배우 데뷔하기도 하였으며 그로부터 7년 후 1955년 영화 《꿈》으로 두번째 영화 출연 이후에는 본격적으로 영화 활동과 연극 활동을 병행하기도 하여 강계식 등과 함께 1950년대 연극·영화 분야의 총아(寵兒)로 이름을 날렸다. 1960년대에 접어들어서는 영화보다 연극 활동에 주로 종사하고 또한 한국연극협회 이사장 등을 지내며 후진 양성에도 정열을 쏟았다. 1977년 8월 21일을 기하여 강계식 등과 함께 국립극단에서 동반 정년 퇴임을 한 그는 이후 《제1공화국》, 《조선왕조 오백년》, 《제2공화국》, 《울 밑에 선 봉선화》, 《제3공화국》, 《제4공화국》 등의 텔레비전 드라마에도 출연하는 등 배우로서의 활동 영역을 넓히기도 했다.

## 이외 경력
- 前 한국연극협회 이사장
- 前 서울연극학교 강사
- 前 서라벌예술초급대학 연극영화학과 전임교수
- 前 중앙대학교 연극영화학과 전임강사

## 학력
- 강원도 홍천 모곡보통학교 졸업
- 경성 반곡고등보통학교(京城 盤谷高等普通學校) 수료
- 경성 동명고등보통학교(京城 東明高等普通學校) 졸업

## 출연작

### 연극
- 1937년 《추월색》

### 영화
- 1948년 《노다지 창고》
- 1990년 《용감한 사람들》

### 텔레비전 드라마
- 1980년 MBC 드라마 《전원일기》 ... 각종 단역
- 1981년 MBC 드라마 《제1공화국》 ... 엔도 류사쿠 역
- 1983년 MBC 드라마 《조선 왕조 오백년 - 추동궁 마마》 ... 문익점 역
- 1989년 MBC 드라마 《제2공화국》 ... 함태영 역
- 1989년 KBS 드라마 《울 밑에 선 봉선화》
- 1992년 MBC 드라마 《우리들의 천국》
- 1993년 MBC 드라마 《제3공화국》 ... 김시현 역
- 1995년 MBC 드라마 《제4공화국》 ... 이규동 역
- 1996년 SBS 드라마 《공옥진》 ... 이명룡 역

## 작품 및 평가
그는 한국적 리얼리즘 연극의 연기부분에 크게 기여한 연기자로 평가된다.
1940년에 《과부》로서 출발, 《성길사한(成吉思汗)》 《행복의 계시》(1943), 《삼대(三代)》(1944), 《새벽길》(1945), 《원술랑》(1950), 《목격자》(1953), 《시라노 드 베르즈라크》(1958), 《대수양》(1959), 《마을의 봉팔이》 《여당원》(1961), 《젊음의 찬가》(1962) 등 국립극단의 30여회 공연에 거의 출연하다시피 하였으며 1993년에는 최다 작품 출연과 최고령 연극배우로 한국기네스북에도 선정되었다.